# Skuggblåslav
Skuggblåslav (Hypogymnia vittata) är en lavart som först beskrevs av Erik Acharius, och fick sitt nu gällande namn av Parrique. Skuggblåslav ingår i släktet Hypogymnia och familjen Parmeliaceae.  Arten är reproducerande i Sverige. Inga underarter finns listade i Catalogue of Life.

## Källor

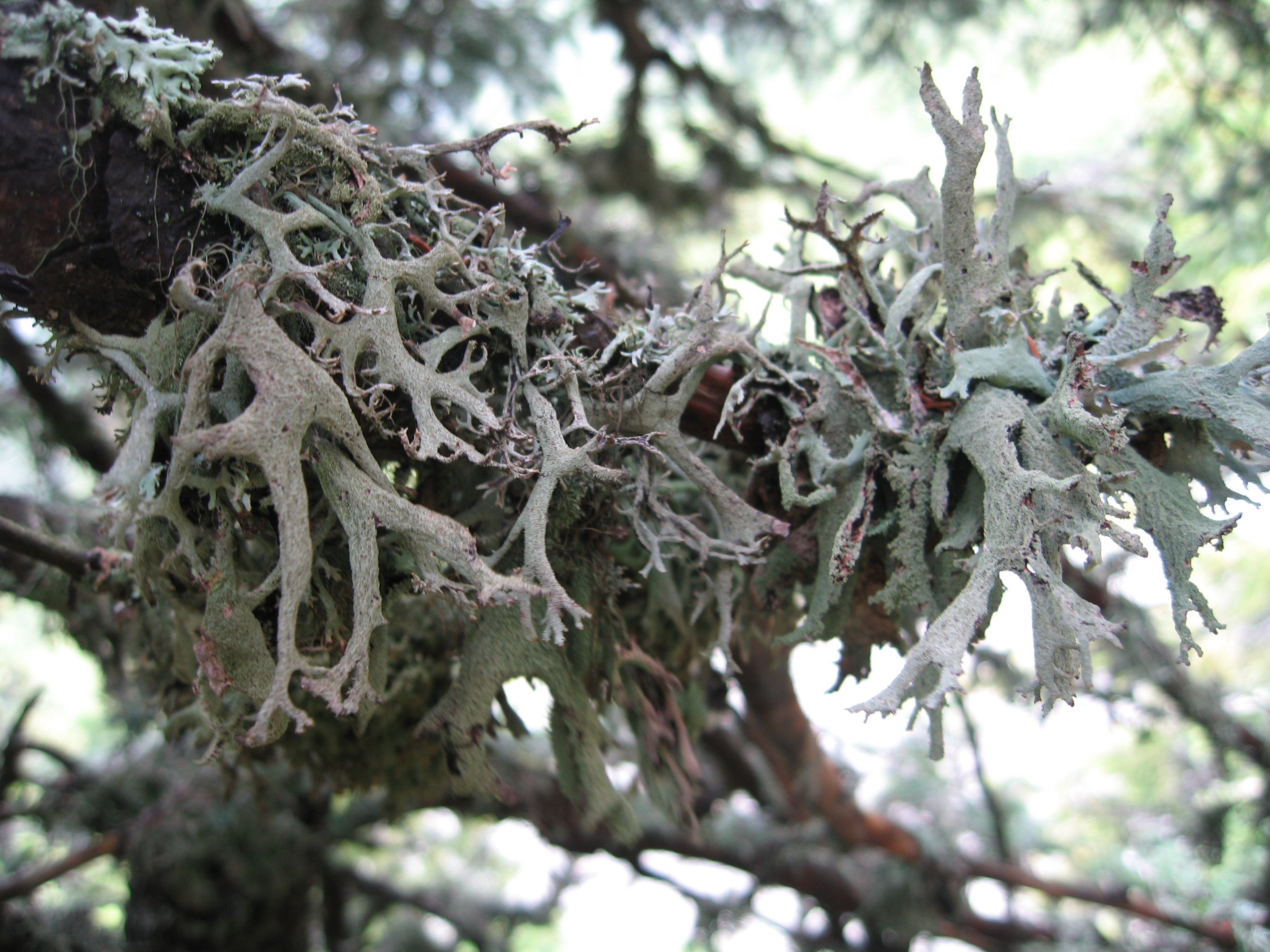
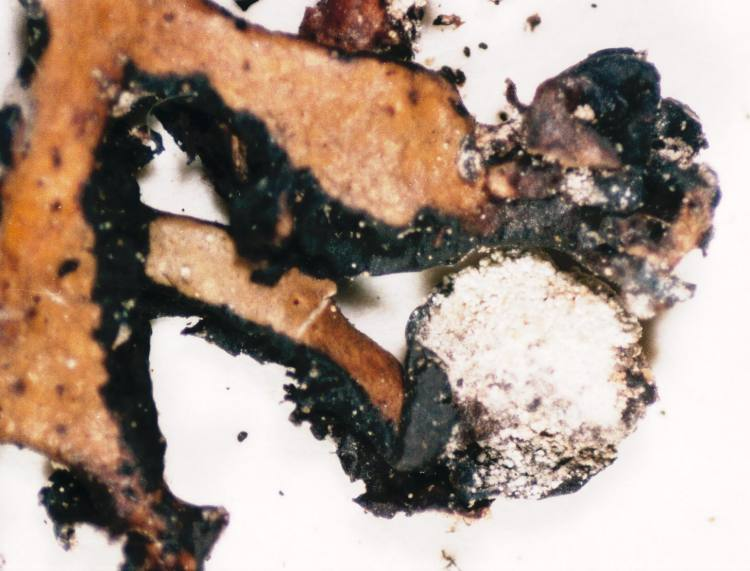
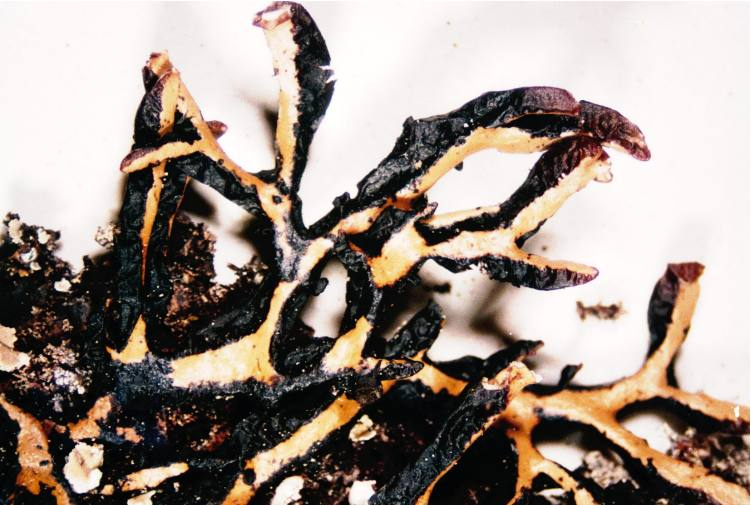